# カウハヨキ
カウハヨキ（Kauhajoki [ˈkɑu̯hɑˌjoki]）はフィンランド、南ポフヤンマー県の都市。スーポホヤ郡に属する。

## 歴史
1584年に教会が設立された。1939年から1940年の冬戦争時にはフィンランド国会が疎開してきた。

### 銃乱射事件
2008年9月23日に市内のセイナヨキ応用科学大学(Seinäjoki University of Applied Sciences)で銃乱射事件がおきた。22歳の学生が講義中の教室に乱入、銃を乱射したうえにガソリンをまいて放火、その後この犯人は自ら頭を撃って自殺した。この事件で10人が死亡、1名が重傷を負った。

## スポーツ

### カウハヨキ出身のスポーツ選手
- ヨウコ・サロマキ - 1984年ロサンゼルスオリンピック、レスリンググレコローマンウエルター級金メダリスト
- ヴェサ・ヒエタラハティ - 2003年バイアスロン世界選手権20km銀メダリスト
- ヘリ・コイヴラ・クルガー - 2002年ヨーロッパ陸上競技選手権大会三段跳銀メダリスト
- ヤニ・ハーパマキ - 2009年ヨーロッパレスリング選手権レスリンググレコローマン55kg級金メダリスト

バスケットボール - フィンランド一部リーグのKauhajoen Karhuが本拠地を置いている。